# Harald Schreiber (Künstler)
Harald Schreiber (* 1952 in St. Veit/Glan, Österreich) ist ein österreichischer Künstler, Architekt und Designer. Er ist bekannt für seine vielseitigen künstlerischen Arbeiten sowie seine Tätigkeit als Hochschullehrer und Architekt.

## Leben und Ausbildung
Schreiber wurde 1952 in St. Veit an der Glan in Kärnten geboren. Er studierte an der Hochschule für angewandte Kunst Wien, wo er Gestaltungslehre bei W. Cermak und Industrial Design bei Hans Hollein belegte. Anschließend setzte er sein Studium an der Akademie der bildenden Künste Wien fort, wo er Architektur bei Gustav Peichl studierte.

## Künstlerisches Schaffen

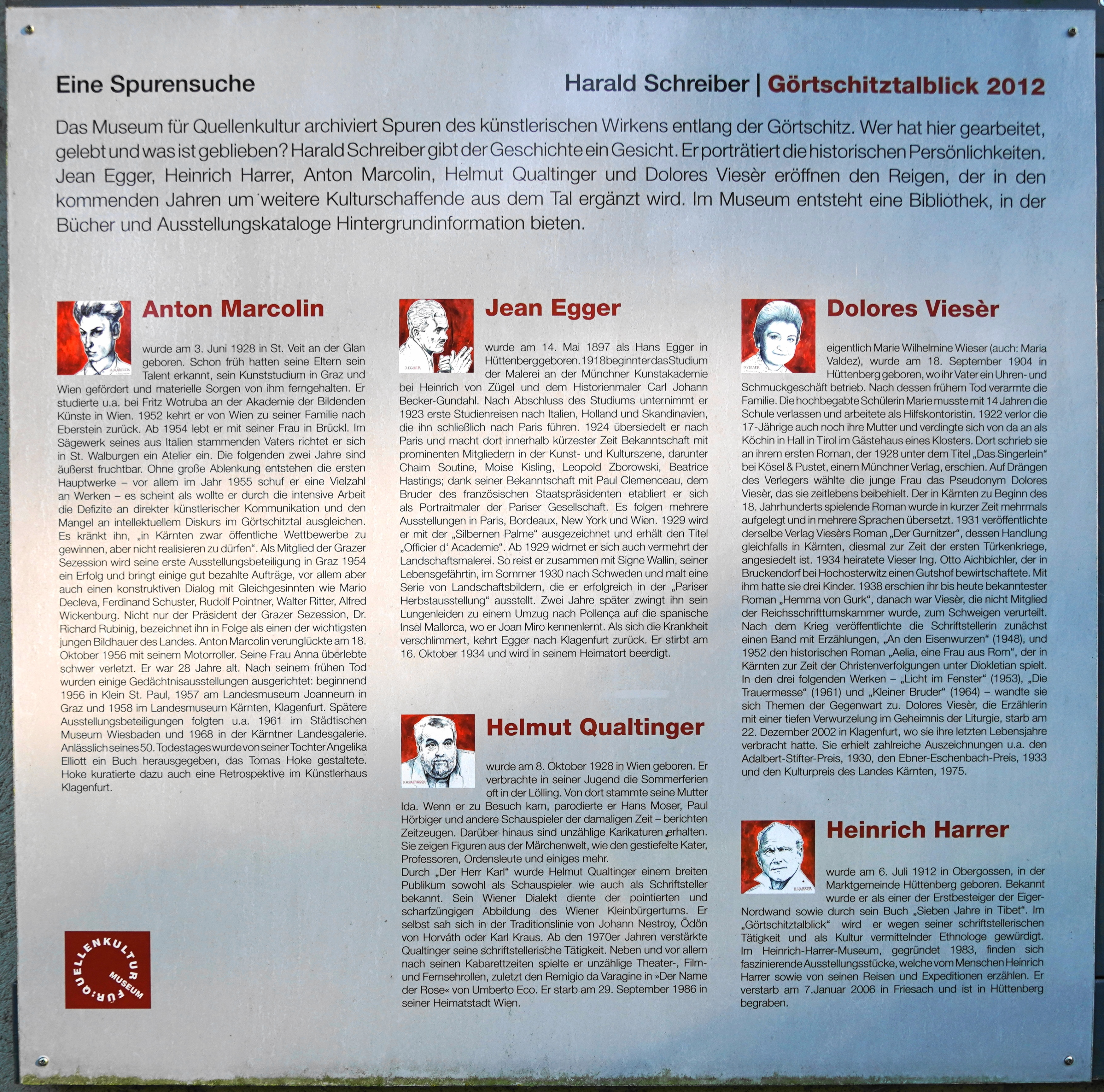
Beschreibung Skulpturenpark Quellenmuseum

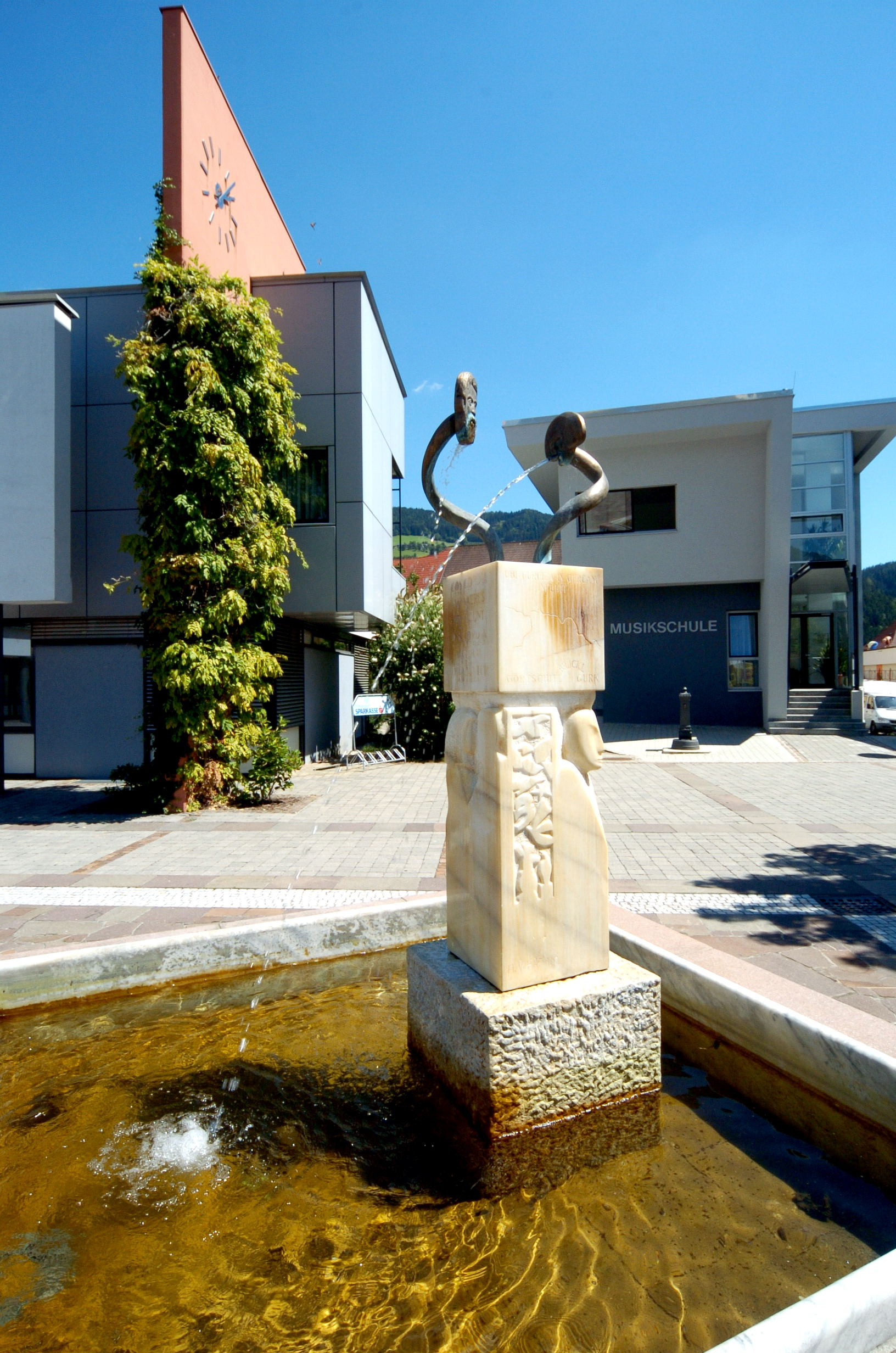
Brunnen von Harald Schreiber am Hauptplatz von Brückl

Schreibers künstlerisches Werk umfasst ein breites Spektrum an Disziplinen. Er betätigt sich als Maler, Dichter, Bildhauer und Designer. Zu seinen bekanntesten Projekten zählen:
- "Geburts- und Todestagszeichnungen" (seit 1976): Ein fortlaufendes Werk mit ca. 3000 Zeichnungen
- "Venedig – Canal Grande" (1992): Eine gezeichnete Biographie mit hunderten Portraits und Zitaten
- "Alte Meister – Große Geister" (2000): Denk- und Gedenktage zu ca. 550 Persönlichkeiten
- "Donaugeschichten" (2017): Eine 45 Meter lange Zeichnung

Darüber hinaus hat Schreiber zahlreiche Buchillustrationen, Wandreliefs und Kunstinterventionen im öffentlichen Raum geschaffen.

## Architektur und Design
Als Architekt und Designer hat Schreiber zahlreiche Projekte realisiert, darunter:
- Verschiedene Wohnhäuser und öffentliche Gebäude
- Umfangreiche Hotelgestaltungen für die Arcotel-Gruppe in mehreren europäischen Städten[4]
- Entwürfe für Möbel, Teppiche, Lampen und andere Einrichtungsgegenstände

Seine Arbeiten zeichnen sich durch eine ganzheitliche Gestaltung aus, bei der er oft sämtliche Elemente vom Gebäude bis zum Interieur entwirft.

## Lehrtätigkeit und Auszeichnungen
Von 1983 bis 2018 war Schreiber als Lehrender an der Universität für angewandte Kunst Wien tätig. 2016 war er Mitbegründer des Instituts für Sozialästhetik und psychische Gesundheit an der Sigmund Freud Universität Wien und Berlin. Für seine Arbeiten erhielt Schreiber verschiedene Preise und Auszeichnungen.

## Werke (Auswahl)
- "Symmetrie in Natur, Kunst und Architektur" (1978)
- "Alfred Kubin als Gestalter architektonischer Gebilde" (1982)
- "Zeittafel 900–2100" (2001)
- "Designgeschichte des 20. Jahrhunderts" (2004)
- Wandrelief am Kaiserwasser, Wien (2005–2007)
- "PARADIESGARTEN zumglueck.jetzt", Moosburg (2022)

Harald Schreiber lebt und arbeitet in Wien und Brückl.